# E nomine
E Nomine (dérivé du latin In nomine : « au nom de ») est un projet musical allemand formé en 1999 par Christian Weller et Friedrich Graner. Leur style, qu'ils nomment « Monumental Dance », combine techno et chant grégorien, avec une orchestration d'inspiration symphonique.

## Participants
Voix
- Christian Brückner
- Rolf Schult
- Helmut Krauss
- Michael Chevalier
- Martin Kessler
- Joachim Kerzel
- Eckart Dux
- Frank Glaubrecht
- Joachim Tennstedt
- Thomas Danneberg
- Volker Brandt
- Manfred Lehmann
- Tobias Meister
- Wolfgang Pampel
- Jürgen Thormann
- Elmar Wepper
- Gerrit Schmidt-Foß
- Otto Mellies
- Elisabeth Günther
- Ralf Moeller

Orchestre
- Deutsche Oper Berlin

## Discographie

### Albums
- Das Testament (1999)
- Finsternis (2002)
- Die Prophezeiung (2003)

### Compilations
- Das Beste aus… Gottes Beitrag und Teufels Werk (2004)

### EPs
- Das Böse (2005)

### Singles
- Vater Unser
- E Nomine - Denn sie wissen nicht was sie tun
- Mitternacht
- Wolfen - Das Tier in mir
- Deine Welt
- Das Omen - Im Kreis des Bösen
- Schwarze Sonne
- Vater Unser Part II - Psalm 23
- Das Böse
- Padre Nuestro